# أوليغ يفريموف
أوليغ يفريموف (الروسية: Олег Николаевич Ефремов) (و. 1927 – 2000 م) هو مخرج مسرحي، وممثل أفلام، وممثل من الاتحاد السوفيتي، وروسيا، ولد في موسكو، كان عضوًا في الحزب الشيوعي السوفيتي (منذ 1955)، بدأ مشواره المهني سنة 1949، توفي في موسكو، عن عمر يناهز 73 عاماً.

## التعليم
تعلم في كلية الفنون المسرحية في موسكو ‏ (1945–1949).

## جوائز
حصل على جوائز منها:
- نيشان الاستحقاق الوطني الروسي من الدرجة الثالثة (1997)
- بطل العمل الاشتراكي (1987)
- وسام لينين (1987)
- فنان الشعب في الاتحاد السوفيتي (1969)
- جائزة الدولة السوفيتية (1969)
- جائزة الدولة لروسيا الاتحادية  [لغات أخرى]‏
- جائزة العامل الفني المكرم في جمهورية روسيا الاتحادية الاشتراكية السوفيتية  [لغات أخرى]‏
- ميدالية اليوبيل "للاحتفال بالذكرى المئوية لميلاد فلاديمير إيليتش لينين" [الإنجليزية]‏
- فنان الشعب لجمهورية روسيا السوفيتية الاتحادية الاشتراكية  [لغات أخرى]‏
- ميدالية العامل المخضرم  [لغات أخرى]‏
- جائزة القناع الذهبي [الإنجليزية]‏
- وسام الاحتفال بالذكرى السنوية الخمسين بعد المائة لموسكو  [لغات أخرى]‏
- وسام الراية الحمراء من حزب العمال
- ترتيب الصداقة بين الشعوب
- وسام "من أجل الاستحقاق للوطن".

## وصلات خارجية
- أوليغ يفريموف على موقع IMDb (الإنجليزية)
- أوليغ يفريموف على موقع ميوزك برينز (الإنجليزية)
- أوليغ يفريموف على موقع أول موفي (الإنجليزية)
- أوليغ يفريموف على موقع قاعدة بيانات الأفلام السويدية (السويدية)
- أوليغ يفريموف على موقع قاعدة بيانات الفيلم (الإنجليزية)